# SingStar
O SingStar é um jogo de karaoke da PlayStation 2 publicado pela SCEE (Sony Computer Entertainment Europe) e desenvolvido também pela SCEE e pelo London Studio. O SingStar é vendido tanto como apenas o software do jogo, como acompanhado com um par de microfones, um vermelho e um azul. É compatível com a câmara EyeToy, o que permitem aos jogadores verem-se a si próprios enquanto estão a cantar. Algumas versões do SingStar são localizadas, para poderem ter conteúdos locais dependendo do território onde foi lançado. Existe, por exemplo, na Suécia existe o SingStar Svenska Hits, lançado em 2005, que contém os êxitos musicais da Suécia.
Em 2005, o SingStar e o SingStar Party receberam em conjunto um prémio de originalidade.

## O Jogo
O SingStar é um popular jogo de karaoke onde os jogadores cantam canções que aparecem em forma de videoclipe de forma a ganharem pontos. A interacção com a PlayStation 2 é feita através dos microfones USB, enquanto o videoclipe passa no ecrã com a letra da música a surgir em rodapé. O SingStar liga a voz do jogador à voz da canção original, concedendo pontos consoante a precisão do jogador. Geralmente, dois jogadores competem simultaneamente, embora alguns modos do SingStar sejam em Single Player.
Podem jogar até oito jogadores no modo Pass The Mic (Passa o Microfone) do SingStar, onde equipas de jogadores se enfrentam numa série de desafios de canto.
O primeiro jogo da série SingStar é único porque possui um modo de carreira Single Player, modo esse que foi abandonado a favor dos modos Multi Player de versões futuras do SingStar.
O SingStar pode ser jogado em três níveis de dificuldade, fácil, médio e difícil. Quanto mais difícil é o grau de dificuldade, menos flexível pode ser o jogador para conseguir obter boas pontuações.
O SingStar permite aos jogadores trocarem o DVD de jogo que está a ser executado (chamado disco principal) por outro DVD de outro jogo SingStar. Isto faculta o acesso às canções das outras versões sem a necessidade de reiniciar a consola. Quando um novo DVD é colocado, o jogo mantém as funcionalidades e a aparência do disco principal. Começando com uma versão mais recente do SingStar, o jogador pode trocar para uma versão mais antiga e usufruir das novas funcionalidades e interface do disco principal.

### Canções
| Artista(s)          | Título da Canção                   |
| ------------------- | ---------------------------------- |
| A-ha                | "Take On Me"                       |
| Liberty X           | "Just a Little"                    |
| Mis-Teeq            | "Scandalous"                       |
| The Darkness        | "I Believe in a Thing Called Love" |
| Pink                | "Get the Party Started"            |
| Jamelia             | "Superstar"                        |
| Motörhead           | "Ace of Spades"                    |
| George Michael      | "Careless Whisper"                 |
| Avril Lavigne       | "Complicated"                      |
| Petula Clark        | "Downtown"                         |
| Sophie Ellis-Bextor | "Murder on the Dancefloor"         |
| Daniel Bedingfield  | "If You're Not the One"            |
| Carl Douglas        | "Kung Fu Fighting"                 |
| Rick Astley         | "Never Gonna Give You Up"          |
| Westlife            | "World of Our Own"                 |
| Ricky Martin        | "Livin' La Vida Loca"              |
| Bill Withers        | "Ain't No Sunshine"                |
| Madonna             | "Like a Virgin"                    |
| Roy Orbison         | "Pretty Woman"                     |
| S Club 7            | "Don't Stop Movin'"                |
| Deee-Lite           | "Groove Is in the Heart"           |
| Sugababes           | "Round Round"                      |
| Elvis               | "Suspicious Minds"                 |
| Busted              | "Crashed the Wedding"              |
| Village People      | "YMCA"                             |
| Good Charlotte      | "Girls and Boys"                   |
| Blondie             | "Heart of Glass"                   |
| Dido                | "Thank You"                        |
| Atomic Kitten       | "Eternal Flame"                    |
| Blue                | "One Love"                         |

## Colecção Singstar
- Singstar (2004)
- Singstar Party (2005)
- Singstar Pop (2005)
- Singstar 80`S (2005)
- Singstar Rocks (2006)
- Singstar Legends (2006)
- Singstar Pop Hits (2007)
- Singstar 90'S (2007)
- Singstar Rock Ballads (2007)
- Singstar Latino (2007)
- Singstar R&B (2007)
- Singstar Summer Party (2008)
- Singstar Boys vs. Girls bands (2008)
- Sing Star High School Musical Sing it(2008)
- Sing Star Hotties(2008)
- Sing Star Abba (2008)
- Sing Star Queen (2008)
- Sing Star Canções Disney(2008)
- Sing Star Morangos Com Açucar (2009)
- Sing Star Anthems (2009)

## PlayStation 3
A versão SingStar da PlayStation 3 será um pouco diferente, na medida em que o utilizador poderá escolher, entre uma vasta gama de músicas, quais as que pretende, mediante o pagamento de uma pequena taxa. Os microfones fornecidos serão cinzentos e os videoclipes disponíveis estarão em Alta definição. Algumas das músicas demonstradas na E3 foram:
| Artista(s)     | Título da Canção                   |
| -------------- | ---------------------------------- |
| Avril Lavigne  | "Complicated"                      |
| Coldplay       | "Speed of Sound"                   |
| Culture Club   | "Karma Chameleon"                  |
| Marilyn Manson | "Personal Jesus"                   |
| Queen          | "Don't Stop Me Now"                |
| Soft Cell      | "Tainted Love"                     |
| The Darkness   | "I Believe in a Thing Called Love" |